# لیلیت تریان
لیلیت تریان (ارمنی: Լիլիթ Տէրեան؛ زادهٔ ۳۱ دسامبر ۱۹۳۰ – درگذشتهٔ ۷ مارس ۲۰۱۹)، هنرمند و مجسمه‌ساز ارمنی‌تبار اهل ایران بود که به عنوان «مادر مجسمه‌سازی ایران» شناخته می‌شود.

## خانواده
لیلیت تریان در ۳۱ دسامبر ۱۹۳۰ (۱۰ دی ۱۳۰۹) از پدر و مادری ارمنی در محله نادری تهران و در خانواده‌ای هنردوست به دنیا آمد.
پدرش کارمند بانک ملی ایران بود و به زیبایی بنا و معماری اهمیت فراوان می‌داد و مادرش مدتی در فرانسه و در رشتهٔ هنر تحصیل کرده بود. از همین روی و با پیگیری‌های مادر با طراحی و نقاشی آشنا شد.

## تحصیل
پس از پایان تحصیلات متوسطه به مدت یک سال در رشتهٔ نقاشی پردیس هنرهای زیبای دانشگاه تهران به تحصیل پرداخت. سپس در سال ۱۹۵۲ (۱۳۳۱) برای تکمیل تحصیلات عالی راهی مدرسهٔ عالی ملی هنرهای زیبا (بوزار) پاریس شد.
در مراحل آمادگی برای آزمون ورودی مدرسهٔ عالی ملی هنرهای زیبا به مجسمه‌سازی علاقه‌مند شد و به‌طور جدی‌تر مجسمه‌سازی را دنبال کرد تا اینکه مدرک برابر دکترا را از در سال ۱۹۶۰ (۱۳۳۹) مدرسهٔ عالی ملی هنرهای زیبا گرفت.

## زندگی حرفه‌ای
پس از بازگشت به تهران، بین سال‌های ۱۹۶۰ تا ۱۹۸۰ (۱۳۳۹ تا ۱۳۵۹) در دانشکده‌های هنرهای تزیینی به آموزش پرداخت. وی ۲۳ سال به‌طور حرفه‌ای در دانشکده‌های هنری آموزش داده است. او در سال ۱۹۷۸ (۱۳۵۷) خانهٔ پدری خود را به «کارگاه هنر» تبدیل کرد. در سال‌های نخست پس از انقلاب ۱۳۵۷ به علت تغییر در سیستم آموزشی، دیگر از تجربیات او در دانشکده‌ها استفاده نشد. وی سپس در بین سال‌های ۱۹۹۲ تا ۱۹۹۹ (۱۳۷۱ تا ۱۳۷۸) در رشتهٔ طراحی و مجسمه‌سازی دانشگاه آزاد اسلامی آموزش داده است.
وی از سال ۱۹۸۹ (۱۳۶۸) در نمایشگاه‌های بسیاری همکاری داشته است که از آن جمله می‌توان به «نمایشگاه اساتید دانشگاه آزاد اسلامی» در سال ۱۳۷۳ (۱۹۹۴ میلادی) اشاره نمود.
در اسفند ۱۳۸۵ (مارس ۲۰۰۷) همزمان با برگزاری نخستین سمپوزیوم بین‌المللی مجسمه‌سازی تهران در موزهٔ امام علی مراسم بزرگداشتی برای لیلیت تریان که از نخستین مجسمه‌سازان زن ایران به‌شمار می‌آید، برگزار شد.
لیلیت تریان عضو کمیسیون نصب مجسمه و بناهای یادبود ایران در وزارت فرهنگ و هنر پیشین، عضو هیئت داوری نخستین دوسالانهٔ مجسمه‌سازی تهران و عضو هیئت مؤسس انجمن هنرمندان مجسمه‌ساز ایران بود که نمایشگاه‌های تَکی و گروهی بسیاری را نیز در زمینهٔ مجسمه‌سازی برگزار کرده است.

## گفته‌ها
«مثلاً من مجسمه (مادر و بچه) را که با گچ ساخته‌ام، تحت تأثیر به دنیا آمدن یک نوزاد در فامیلمان شروع کردم. مادر این نوزاد همواره او را در آغوش خود داشت و دیدن این لحظات حس ساختن این مجسمه را در من ایجاد کرد. البته از گُل‌ها هم زیاد الهام می‌گیرم. آگوست رودن یک مجسمه دارد با نام «کسی که راه می‌رود». فرانسه که بودم آن را به آتلیه آورده بودند که ما از روی آن کار و کپی کنیم. این مجسمه به قدری نسبت به آن محیط بزرگ بود که عظمت آن مرا مرعوب خود کرده بود.»
«با مجسمه‌سازی، آدم فضاهایی را خلق می‌کند که از زوایای مختلف قابل دید است و از هر طرف هم جلوه خاص خودش را دارد. این همان جذابیتی بود که سبب شد من به طرف مجسمه و مجسمه‌سازی گرایش پیدا کنم.»— http://mag.gaj.ir/1396/10/12/1863/

## درگذشت
لیلیت تریان در ۷ مارس ۲۰۱۹ (۱۶ اسفند ۱۳۹۷) در سن ۸۸ سالگی درگذشت. مراسم تشییع پیکر وی در ظهر روز شنبه ۲۵ اسفند در کلیسای سرکیس مقدس برگزار شد و در گورستان ارامنه تهران (بوراستان) به خاک سپرده شد.

## آثار
نمونه‌ای از آثار وی، پیکرهٔ یپرم‌خان در محوطهٔ کلیسای مریم مقدس (تهران) و پیکرهٔ یادبود مسروپ ماشتوتس، پدیدآور الفبای ارمنی، در محوطهٔ کلیسای تارگمانچاتس مقدس تهران هستند.

## مستندهای ساخته‌شده دربارهٔ وی
در ۲۰۱۴ (فروردین ۱۳۹۳) زاون قوکاسیان برای مراسم ویژه بزرگداشت ایشان در موزه امام علی مستند کوتاه گزارشی «نقش خیال» را در مورد تریان، تهیه و در همان مراسم با حضور خود هنرمند به نمایش گذاشت، همچنین پژوهش تصویری ۳۵ دقیقه‌ای «بانو» به کارگردانی محمد صفا، گزارش مستندی از زندگی لیلیت تریان است. این فیلم در مرکز گسترش سینمای مستند و تجربی تهیه شده است. در سال ۱۳۸۶ فیلم مستند «تجسم سکوت» به کارگردانی محمدسام اسدی از اعضای انجمن مستندسازان ایران با تهیه کنندگی مرجان چوپان و مینو چوپان با پشتیبانی مؤسسه فرهنگی، هنری وینا رسانه نیز در مورد شرح حال و چگونگی ساخت آثار و فعالیت‌های این هنرمند ساخته شده است.

## توضیحات
- ۱۹۵۲ (۱۳۳۱): ورود به مدرسه عالی ملی هنرهای زیبا.
- ۱۹۶۰ (۱۳۳۹): دریافت مدرک برابر دکترای مجسمه‌سازی و بازگشت به ایران.
- ۱۹۶۰ تا ۱۹۸۰ (۱۳۳۹ تا ۱۳۵۹): آموزگار در دانشکده هنرهای تزیینی.
- ۱۹۶۸ (۱۳۴۷): ساخت نیم تنهٔ یپرم‌خان در صحن کلیسای مریم مقدس تهران.
- ۱۹۷۵ (۱۳۵۴): برپایی کارگاه ریخته‌گری در دانشکده هنرهای تزیینی.
- ۱۹۶۶ تا ۱۹۷۶ (۱۳۴۵ تا ۱۳۵۵): عضویت در کمیسیون نصب مجسمه‌ها و یادبودهای ایران (وزارت فرهنگ و هنر).
- ۱۹۹۱ (۱۳۷۰): ساخت مجسمه یادبود مسروب ماشتوتس و نصب در کلیسای تارگمانچاتس مقدس.
- ۱۹۹۲ تا ۱۹۹۹ (۱۳۷۱ تا ۱۳۷۸): آموزگار در دانشگاه آزاد اسلامی.
- ۱۹۹۴ (۱۳۷۳): نمایشگاه گروهی دانشگاه آزاد اسلامی.
- ۱۹۹۵ (۱۳۷۴): عضو هیئت داوری بینال مجسمه‌سازی تهران.
- ۲۰۰۳ (۱۳۸۲): نمایشگاه انفرادی در نگارخانه هفت ثمر.
- ۲۰۰۶ (۱۳۸۵): بزرگداشت در موزه امام علی.
- ۲۰۱۵ (۱۳۹۴): دریافت تندیس «طوبای زرین»، هشتمین جشنوارهٔ هنرهای تجسمی فجر[۲۱]